# Alejandro Hernández Hernández
Alejandro José Hernández Hernández (Lanzarote, 10 novembre 1982) è un arbitro di calcio spagnolo.

## Carriera
Alejandro Hernández Hernández debutta in serie professionistiche nel 2004 (Segunda División B) e vi rimane fino al 2007 quando esordisce in Segunda División. Il 17 giugno 2012 dirige la finale del ritorno dei play-off promozione tra Alcorcón e Real Valladolid.
Dopo cinque stagioni in Segunda División viene promosso in Primera División, insieme al collega Jesús Gil Manzano. Il 20 agosto 2012 dirige il suo primo match in Liga: Real Saragozza-Real Valladolid (0-1). Nel 2016 viene designato come arbitro della partita di ritorno della Supercoppa di Spagna 2016 tra Barcellona e Siviglia (3-0).
Il 18 maggio 2022 è 2° AVAR nella finale di Europa League 2021-2022 Eintracht Francoforte-Rangers, coadiuvando il VAR olandese Pol Van Boekel e l'arbitro sloveno Slavko Vinčić.
Il 23 aprile 2024 la UEFA lo ha convocato per il campionato d'Europa 2024 in Germania, nel ruolo di VAR insieme al collega Juan Martinez Munuera, all'arbitro Jesús Gil Manzano ed agli assistenti Diego Barbero Sevilla e Ángel Nevado Rodríguez.